# 文光庙
文光庙，位于中国广东省东莞市东莞市大朗镇松柏朗村，为东莞市的一个市、县级文物保护单位，类型为古建筑，公布时间为2004年1月8日。
文光庙的历史年代为明－清。